# Nikolaus raus
Die Nikolaus-raus-Tour ist eine Punkrock- und Deutschpunk-Konzertreihe in Berlin. Die Konzerte finden jedes Jahr um Nikolaus (6. Dezember) statt. Die Geschichte von Nikolaus raus begann 1996; zwischenzeitlich fanden Konzerte außer in Berlin auch in anderen Städten statt (zeitweilig unter dem Namen Nikolaus-stinkt-Tour).

## Bands
- 2001: A.C.K., Hammerhai, Molotow Soda, Popperklopper, Rasta Knast
- 2002: A.C.K., Dritte Wahl, Fahnenflucht, No Respect, Normahl, Rasta Knast
- 2003: Backslide, Bubonix, Cutting Skin, Kafkas, Knattertones, Popperklopper, Razzia, Troublemaker
- 2004: A.C.K., Bambix, Hausvabot, Krach, Molotow Soda, No Respect, Rubberslime, Zaunpfahl
- 2005: A.C.K., Fahnenflucht, Loikaemie, Montreal, Sondaschule
- 2006: The Go Faster Nuns, Heideroosjes, Mongrel, No Respect, ZSK, The Bottrops, PVC, Kapitulation B.o.N.n.[1]
- 2007: A.C.K., Antidote, Popperklopper, Die Skeptiker, Sondaschule, The Twisted Minds[2]
- 2008: A.C.K., Passarounders, Rejected Youth, Stage Bottles, Zaunpfahl
- 2009: Deaf Kennedys, Frei Schnauze, Hausvabot, Rock Shoe, Schlepphoden
- 2010: A.C.K., Cut My Skin, Frei Schnauze, Hausvabot, The Inserts, Popperklopper, Therapie zwecklos[3] (Orte: Dresden und Berlin)[4]
- 2011: Cut My Skin, The Detectors, Nihao?, The Prosecution, Radio Havanna, Sonne Ost, Stattmatratzen[5]
- 2012: Johnny Firebird, 2nd District, The Suburbs, The Vageenas
- 2013: The Bottrops, No Exit, Knattertones[6]
- 2014: Deutschpunk-Revolte, Cut My Skin, Knattertones[6]
- 2015: Die Bullen, Kotzreiz[6]